# Kap Dundas
Kap Dundas ist das Ostkap der Insel Laurie Island im Archipel der Südlichen Orkneyinseln nördlich der Antarktischen Halbinsel. Es bildet den Ausläufer der Ferrier-Halbinsel.
Der britische Seefahrer James Weddell sichtete das Kap am 12. Januar 1823 und benannte es nach der schottischen Familie Dundas, aus der zahlreiche namhafte Politiker hervorgingen.